# Franz Baader
Franz Baader, teljes nevén Franz Xaver von Baader (München, 1765. március 27. – München, 1841. május 23.) német orvos, mérnök, filozófus és teológus. A német romantika egyik ébresztője volt.

## Élete
Franz Baader 1792 és 1796 között orvostudományt tanult Angliában, majd Münchenben. Két felesége volt. 1826-ban kinevezik a müncheni egyetemen a spekulatív teológia címzetes professzorává, majd a filozófia tanára. Aquinói Szent Tamás és Eckhart mester szellemi örökösének tartotta magát, s különösen a vallásfilozófia kérdései érdekelték.

## Társadalomfilozófiája
A katolicizmust kora eszméihez akarta közelebb hozni, de egyeztető kísérlete nem hozott sikert. A pápai primátust is vitatta, amely véleményén csak halálos ágyán változtatott. Filozófiájában szembeszállt Immanuel Kant nézeteivel. Kant autonómiáját Baader az ontologizmus által vélte leküzdhetőnek, hogy úgy a gondolkodást, mint az akarást az emberben Isten működésének tulajdonította. Az emberi akaratot az isteni akarat mozgatja, és az ember ismerete Isten ismeretében való részesedés (con-scientia). Az Istennel való együttgondolkodás Isten létét bizonyítja. Az isteni örökkévaló tudásból szerzett hit nyújtja pedig az anyagot a spekulatív tudáshoz. Ennek kifejtése közben Baader a kereszténység panteisztikus magyarázatához ér el. (Fermenta cognitionis, 1822-1825).
Baader társadalomfilozófiájában kifejti, hogy az ipari proletariátus sokkal kegyetlenebbül ki van szolgáltatva a tőke hatalmának, mint a középkori jobbágy földesurának. A szerződésen alapuló és hatalmi állameszmével szemben, megvalósítandó eszményként az Isten akaratát elismerő, vallás-erkölcsi kapcsolatokon alapuló társadalmi és állami szolidaritás elvét vallotta. Baader filozófiája sokban befolyásolta Schellinget, elsősorban Jakob Böhme misztikájának közvetítésével. A hitet egyedül a kinyilatkoztatás tekintélyére alapozó tradicionalizmusa – amit aztán a római katolikus egyház az első vatikáni zsinaton elítélt – erősen befolyásolta Bonald, Bautain, Bonnetty és Lamennais gondolkodását.
Olyan értelmiségi katolikusokhoz tartozott, akik szabadkőművesek voltak. Őt Martinès de Pasqually avatta be a testvériségbe; ő maga pedig Franz Hartmann-t, bajor okkultistát és orvost avatta fel. Franz von Baader emellett ráadásul illuminátus volt; magával Adam Weishaupttal is volt kapcsolata, aki az Illuminati nevezetű titkos szervezetet hozta létre, sőt a nagy oriens mester fokozattal rendelkezett, ami elég magas szabadkőműves rangnak számít.
Franz von Baader az erotika filozófiájáról is írt. Egyesek szerint igen valószínű, hogy nagy hatással volt Carl Gustav Jungra. Olyan misztikusokkal együtt, mint Jakob Böhme és Johannes Scotus Erigena nagyon sajátos módon értelmezte a Genezis könyvét. Szerintük mivel Isten az embert a saját képére teremtette, így az ember legősibb állapotában androgünosz volt, azaz mindkét nemnek a sajátságait viselte, pontosabban a két nem egysége (az androgün nem összetévesztendő a hermafroditával). A bűneset szerinte nem abban állt, hogy Ádám és Éva engedetlen voltak Istennel: szemben azzal, hogy a jó és rossz tudásának fájáról ettek, a bűneset azáltal történt meg, hogy Isten elvette Ádám egységességét úgy, hogy Évát alkotta meg belőle.
Így Baader szerint a megváltás annak a szexuális vágynak a kielégítése, hogy a férfi és a nő a szexualitás során egyesülnek, és így visszanyerik ősi egységüket, amit ő androgineának (’androgyny’) nevezett. Ebben a nőiség a vitalitást képviselte, a férfiasság a belső beteljesedést képviseli. Isten képét felvenni egyet jelent magunkról lemondani. Baader szavai szerint: „A szexuális szeretet magasabb értelme az – amit nem szabadna a szaporodás hajtóerejével azonosítani – nem más, mint egyfajta segítség, hogy a férfi és a nő bensőleg egyek legyenek (lélekben és szellemben), hogy elérjék eredeti emberi vagy isteni képüket”.

## Művei
- Vorlesungen ueber speculative Dogmatik
- Schriften zur Gesellschaftsphilosophie
- Vom Sinn der Gesellschaft. Schriften zur Socialphilosophie
- Sätze aus der erotischen Philosophie und andere Schriften
- Über die Begründung der Ethik durch die Physik und andere Schriften
- Fermenta cognitionis

### Magyarul
- Jakob Böhme: Szent sóvárgás; vál., ford. Isztray Botond, jegyz. Adamik Lajos / függelék Franz Xaver von Baaderː Negyven mondat a vallásos erotikából; Farkas L. I., Bp., 1997